# لووآمفتامین
لووآمفتامین (به انگلیسی: Levoamphetamine) ایزومر چپ گرد داروی آمفتامین است.

این دارو دارای اثرات محیطی و مرکزی است و آن را با دیگر ایزومر آمفتامین به نسبت‌های مختلف 50:50 یا 25:75 مخلوط و ترکیب نمک‌های آمفتامینی را بدست می آورند.

ازین ترکیبات برای درمان یا کنترل اختلالات بیشفعالی-کمبود توجه، چاقی اگزوژن، خستگی مفرط و نارکولپسی استفاده می‌شود.
دگزامفتامین یا همان دکستروآمفتامین نوعی داروی محرک سیستم عصبی است که منجر به افزایش فعالیت مغزی شده و در مواردی نظیر بیش فعالی کودکان و حمله خواب مورد استفاده قرار می‌گیرد.
با این حال این دارو با عوارض جسمانی و روانی متعددی همراه است که می‌تواند مشکلات زیادی را برای فرد به وجود آورد.
دگزامفتامین با داروهای ضد افسردگی نیز تداخل ایجاد می‌کند و برای کودکان زیر 6 سال، مادران شیرده و افراد با سابقه بیماری‌های قلبی منع مصرف دارد.